# Олійник Борис Ілліч
Бори́с Іллі́ч Олі́йник (22 жовтня 1935, Зачепилівка, Новосанжарський район, Харківська область, Українська РСР, нині Полтавська область — 30 квітня 2017, Київ, Україна) — український радянський поет, перекладач, комуністичний і державний діяч.
Кандидат у члени ЦК КПУ в 1981—1990 роках. Член ЦК КПУ в 1990—1991 роках. Член ЦК КПРС у 1990—1991 роках. Народний депутат СРСР (з 1989 по 1991 рік — заступник голови Ради національностей Верховної Ради СРСР). У 1980—1990 депутат Верховної Ради УРСР X, XI скликань, голова Комісії Верховної Ради з питань освіти і культури. Депутат Верховної Ради України 1–4 скликань (1992—2006). Член КПРС з 1961 року. 
Дійсний член НАНУ, у 1987—2017 роках перший голова Українського фонду культури. Герой України (2005). Кавалер ордена Свободи (2009), ордена князя Ярослава Мудрого III, IV, V ступеня. Лауреат Державної премії СРСР (1975), премії імені Миколи Островського (1963) та Національної премії імені Тараса Шевченка (1983). Почесний академік Академії мистецтв України. Член правління Національної спілки краєзнавців України (до 2016 р.). Почесний доктор Київського національного університету імені Тараса Шевченка (2009).
У 1991 та 2010—2016 роках голова Комітету з Національної премії України імені Тараса Шевченка.

## Життєпис
Народився 22 жовтня 1935 в селі Зачепилівка, у Новосанжарському районі, Харківської області, УСРР (нині Полтавська область). Друкуватися почав ще в школі. Після закінчення десятилітки в 1953 році вступив на факультет журналістики Київського державного університету імені Тараса Шевченка, який закінчив у 1958 році.
З 1958 року працював літературним працівником, завідувачем відділу республіканської газети «Молодь України». З 1962 по 1973 рік працював у журналі «Зміна» («Ранок»). Пройшов шлях від кореспондента до головного редактора. Був завідувачем відділу, заступником головного редактора журналу «Дніпро» та старшим редактором видавництва «Дніпро». З 1971 по 1974 рік — заступник голови правління Спілки письменників України. З 1974 по 1991 рік — завідувач відділу, член редколегії журналу «Вітчизна». З 1976 по 1991 рік — секретар правління Спілки письменників України та СРСР. Член ЦК КПУ і ЦК КПРС. У 1999 році — голова Комітету з Державних премій України імені Т. Г. Шевченка в галузі літератури, журналістики і мистецтва при Раді Міністрів України.
Одинадцять років очолював парторганізацію Спілки письменників України і пишався тим, що за ці роки ніхто з письменників не був виключений з її лав або посаджений за ґрати.
Володимир Щербицький відстояв Б. Олійника перед КДБ після того, коли вони почали його «пресувати».
Побував майже в усіх гарячих точках міжетнічних конфліктів колишнього Союзу, про що розповів в есе «Два роки в Кремлі» («Князь тьмы»). А також він побував у зоні Югославської трагедії. З перших її днів рішуче виступив — у пресі, у Верховній Раді та Раді Європи — проти ембарго Сербії. Неодноразово бував у «гарячих точках» Боснії і Герцеговини. Після чого написав есе «Хто і з якою метою сатанізує сербів?», що вийшло окремою книгою українською і сербською мовами в Югославії (1996).
Під час перебування в Сербії потрапив під бомбардування натівців[прояснити]. Матеріали на захист сербів і чорногорців опублікував в українській, російській і югославській пресі.
Борис Олійник, по суті, зупинив будівництво промвузла в Каневі, що загрожувало усипальниці Т. Г. Шевченка. Ще у Верховній Раді УРСР виступив проти зведення мосту через Хортицю, що й змусило урядовців відкласти реалізацію свого наміру. У 1995 році Борису Олійнику присвоєне звання «Почесний громадянин Канева».[джерело?]
Був одним із тих, хто через пресу заблокував будівництво АЕС у Криму і під Чигирином та каналу Дунай — Дніпро, через який би пішов в Україну весь бруд Європи.[джерело?]
Саме Олійник вручив від імені інтелігенції України маршалу Язову клопотання про звільнення від військово-політичного училища приміщень Києво-Могилянської академії. Маршал наклав позитивну резолюцію.[джерело?]
Один із фундаторів Українського фонду культури (в 1987—1991 роках Українського республіканського відділення Радянського фонду культури), незмінно (з 1987 року і до смерті) очолював його на громадських засадах. Був віцепрезидентом Парламентської Асамблеї Ради Європи. У 2002 році Б. І. Олійнику присвоєно звання «Почесний громадянин міста Києва».
У травні-червні 1986 року одним з перших побував у Чорнобилі, в зоні, звідки вів репортажі на ЦТ СРСР і України. Того ж року виступив зі статтею в «Литературной газете» (Москва), «Випробування Чорнобилем», в якій викрив злочинну діяльність тимчасовців.
На початку липня 1988 року на XIX конференції КПРС у Москві Борис Олійник, зупинившись на сталінському терорі 1937 року, цілком неочікувано для присутніх завершив цю тему так: «А оскільки в нашій республіці гоніння почалися задовго до 1937-го, треба з'ясувати ще й причини голоду 1933-го, який позбавив життя мільйони українців, назвати поіменно тих, із чиєї вини сталася ця трагедія». Тобто саме він першим на державному рівні 1988 року в Кремлівському Палаці сказав про Голодомор в Україні, запропонувавши створити «Білу книгу» про чорні діла 1932—1933 років.[джерело?]      
З 1980 по 1991 рік обирався депутатом Верховної Ради УРСР 10-го і 11-го скликань, голова Комісії Верховної Ради з питань освіти і культури. У 1981 році нагородження ювілейною медаллю Всесвітньої Ради Миру. З 1989 по 1991 рік — заступник голови Ради Національностей Верховної Ради СРСР, з грудня 1990 по 1991 рік — голова Комісії із зв'язків Верховної Ради СРСР із громадськістю.
З 1992 по 1994 рік — народний депутат Верховної Ради України 12-го (1-го) скликання. Провідний науковий співробітник Інституту національних відносин і політології НАН України. З 1994 по 1998 рік — народний депутат Верховної Ради України 2-го скликання. З 1995 по 2006 рік Голова Постійної делегації Верховної Ради України у Парламентській Асамблеї Ради Європи. З 1996 по 2006 рік віцепрезидент Парламентської Асамблеї Ради Європи.
З 1998 по 2002 рік народний депутат Верховної Ради України 3-го скликання. Голова Комітету Верховної Ради України у закордонних справах і зв'язках з СНД. З 2002 по 2006 — обраний народним депутатом Верховної Ради України 4-го скликання. Входив до складу фракції Комуністичної партії України.
У 1987 році обраний дійсним членом Міжнародної слов'янської академії. З 1990 року дійсний член Національної академії наук України. З 1992 року обраний академіком Української екологічної академії наук. Голова Українського фонду культури, співголова Форуму слов'янських народів.

Могила Бориса Олійника.

Помер 30 квітня 2017 року о 11 годині 45 хвилин на 82-му році життя після важкої і тривалої хвороби у Національному Інституті хірургії та трансплантології ім. О. О. Шалімова НАМН України. Президент України висловив офіційне співчуття родині та близьким поета-академіка.
Похований 3 травня 2017 року на Байковому кладовищі на ділянці № 52 (50°25′18.3″ пн. ш. 30°30′26.6″ сх. д. / 50.421750° пн. ш. 30.507389° сх. д.).

## Інциденти
За словами Віталія Коротича, для усунення Павла Загребельного з посади керівника Спілки письменників у 1986 році доклав багато зусиль, зокрема шляхом написання доносів

## Творча спадщина
Борис Олійник — автор понад 40 книг, віршів, есе, статей, які друкувалися в Україні, в усіх республіках СРСР, перекладались російською, чеською, словацькою, польською, сербською, румунською, італійською та іншими мовами. Лауреат всеюгославської премії «Лицарське перо». Друкуватись почав ще в школі. Перший вірш опубліковано в 1948 році. Перша збірка його лірики — «Б'ють у крицю ковалі» (1962) — книга про повоєнні часи, про пережите особисто та про пережите народом. Творчий доробок поета нині — понад сорок книг. Найвідомішими вважаються «Вибір» (1965), «Коло» (1968), «Стою на землі» (1973), «Заклинання вогню» (1978), «Сива ластівка» (1979), «У дзеркалі слова» (1981), «Поворотний круг» (1989), «Таємна вечеря» (2000), поема «Сім» (1988).
Автор поезій, які стали популярними піснями у співдружності з композиторами: І.Поклад
Після неодноразового перебування на фронтах Боснії-Герцеговини написав есе «Хто і з якою метою сатанізує сербів?», яке було надруковане в Югославії окремою книгою українською і сербською мовами. Коли розпочались бомбардування, прибув до Югославії. Написав есе «Хто наступний?».      

## Політичні погляди
Навіть після проголошення незалежності України проповідував прокомуністичні імперські погляди, ідею «братерства українського і російського народів». У 2015 році дав скандальне інтерв'ю колись популярній російській «Литературной газете», яка не приховує свого українофобства. У цьому інтерв'ю Олійник вихваляв комуністичне минуле, критикував політику незалежної України, не визнав провини Росії в анексії Криму та агресії проти України на Донбасі.

## Співавторствоплану Даллеса
Б.Олейник, збірник есеїв «Князь тьмы» — в радянському російськомовному журналі «Молода гвардія» № 7, липень 1993. Окреме видання: Журнал «Роман-газета, Москва, 1993, № 4 (1202)

## Відзнаки і нагороди
- Звання Герой України з врученням ордена Держави (21 жовтня 2005) — за самовіддане служіння Україні на літературній і державницькій ниві, визначний внесок у збереження національної духовної культури, вагому особисту роль у піднесенні міжнародного авторитету України[21]
- Орден Свободи (16 січня 2009) — за вагомий особистий внесок у справу консолідації українського суспільства, розбудову демократичної, соціальної і правової держави та з нагоди Дня Соборності України[22]
- Орден князя Ярослава Мудрого
  - III ст. (11 квітня 2012) — за вагомий особистий внесок у розвиток вітчизняної культури, збереження культурно-мистецької спадщини українського народу, багаторічну сумлінну працю[23]
  - IV ст. (21 серпня 1999) — за самовіддану працю, визначні особисті заслуги в державному будівництві, соціально-економічному, науково-технічному і культурному розвитку України та з нагоди 8-ї річниці незалежності України[24]
  - V ст. (17 жовтня 1995) — за визначні особисті заслуги перед українською державою в розвитку культури, багаторічну громадську діяльність[25]
- Відзнака Президента України — ювілейна медаль «25 років незалежності України» (19 серпня 2016) — за значні особисті заслуги у становленні незалежної України, утвердженні її суверенітету та зміцненні міжнародного авторитету, вагомий внесок у державне будівництво, соціально-економічний, культурно-освітній розвиток, активну громадсько-політичну діяльність, сумлінне та бездоганне служіння Українському народу[26]
- Ордени Жовтневої Революції, Трудового Червоного Прапора, Дружби народів
- Лауреат Державної премії СРСР (1975 р.), Державної премії України ім. Т. Г. Шевченка (1983 р.)
- Почесна грамота Кабінету Міністрів України (12 квітня 2002) — за значний особистий внесок у розвиток національної культури, багаторічну сумлінну працю і високий професіоналізм[27]
- У 1957 став переможцем Всеукраїнського поетичного конкурсу.
- 15 жовтня 2009 удостоєний звання «Почесний доктор Київського національного університету імені Тараса Шевченка»[28].
- 30 січня 2012 Національною Академією наук України висунений кандидатом на здобуття «Нобелівської премії»[29].
- Лауреат премії імені М. Островського (1963 р.);
- премії імені В. І. Вернадського Фонду «Україна — XX століття».
- міжнародних премій:
  - імені Сковороди (1994 р.);
  - «Дружба» (1997 р.);
  - усеюгославської премії «Лицарське перо» (1998 р.);
  - міжнародної премії імені Давида Гурамішвілі (1999 р.);
  - міжнародної премії імені Шолохова (2001 р.);

## Основні видання творів
- Вибрані твори: в 6 т. — К. : Просвіта, 2007.
- Вибрані твори: в 2 т. — К. : Дніпро, 1985. Т. 1 : Лірика. — 269 с. — ISBN 966-74-92-30-3. Т. 2 : Цикли та поеми. — 245 с. — ISBN 966-7492-33-8.
- Біла мелодія. — К.: Укр. письменник, 1999. — 110 с. — ISBN 966-579-043-9.
- Б'ють у крицю ковалі. — К. : Молодь, 1962. — 71 с.
- Вибір. — К. : Рад. письменник, 1965. — 95 с.
- Відлуння. — К. : Рад. письменник, 1970. — 111 с.
- Відступник, або Два роки в Кремлі. — Ужгород: Карпати: Вид. фірма «Орбіта», 1993. — 150 с. — ISBN 5-7757-06-06-4.
- Гора. — К. : Молодь, 1975. — 94 с.
- Двадцятий вал. — К. : Молодь, 1964. — 103 с.
- Дума про місто. — К. : Молодь, 1992. — 47 с.
- За Північним Дінцем. — К. : Молодь, 1959. — 80 с.
- Заклинання вогню. — К. : Молодь, 1978. — 95 с.
- Знак. — К.: УАІД «Рада», 2003. — 197 с.
- Істина. — К. : Дніпро, 1976. — 390 с.
- Князь тьми: відкритий лист Михайлу Горбачову. — К. : Пульсари, 2008. — 126 с. — ISBN 978-966-8767-87-6.
- Коло. — К. : Рад. письменник, 1968. — 103 с.
- Кредо. — К. : Дніпро, 1978. — 75 с.
- Криниці моралі та духовна посуха: ст., виступи, публіцист, роздуми, інтерв'ю. — К. : Рад. письменник, 1990. — 278 с. — ISBN 5-333-00628-8.
- Міра. — К. : Рад. письменник, 1984. — 83 с.
- На лінії тиші. — К. : Дніпро, 1972. — 271 с.
- Основи. — К., 2005. — 453 с.
- Пісня про матір. — К. : Ред. журн. «Дніпро», 2004. — 189 с.
- Планета Поезія. — К. : Дніпро, 1983. — 190 с.
- Поворотний круг. — К. : Молодь, 1989. — 93 с.
- Поезії. — К. : Молодь, 1966. — 195 с.
- Поеми. — К. : Дніпро, 1983. — 183 с.
- Рух. — К. : Рад. письменник, 1973. — 71 с.
- Сива ластівка. — 3-тє вид., доповн. — К. : Веселка, 1995. — 126 с.
- Сім. — К. : Рад. письменник, 1988. — 91 с.
- Стою на землі. — К. : Криниця, 2003. — 696 с.
- Таємна вечеря. — К. : Парламент, вид-во, 2000. — 142 с. — ISBN 966-611-077-6.
- Трубить Трубіж. — К. : Оріяни, 1998. — 215 с. — ISBN 966-7373-12-6.
- У дзеркалі слова. — К. : Молодь, 1981. — 78 с.
- У замкненому колі. Із окупаційного зошита. — К. : Оріяни, 2007. — 127 с.
- Шлях. — К. : Наук, думка, 1995. — 426 с.

### Видання творів у перекладах російською мовою
- Избранное. — М. : Худож. лит., 1985. — 367 с.

### Твори Бориса Олійника
- http://www.poetryclub.com.ua/metrs.php?id=53&type=tvorch
- http://www.poemhunter.com/borys-oliynyk/ (англ. переклад)
- Борис Олійник. Ринг (аудіо)

### Роботи Бориса Олійника
- «Духовна атмосфера в нашому суспільстві надто розріджена» (Діалог з Тетяною Поліщук 3 листопада 2000 р.)
- «Майдан організували Кучма і Янукович, а не помаранчеві вожді» (Діалог з Катериною Константиновою та Олегом Вергелісом)
- «Світ — за межами нашого болю» (Діалог з Наталією Трофімовою)

### Про Бориса Олійника
- Олександр Сизоненко «Сторінка прози: фрагмент з повісті-есе про Бориса Олійника»